# El Pescador
Pour les articles homonymes, voir Pescador.
Clip vidéo
[vidéo] « El Pescador - Totó la Momposina - Cumbia - América Baila », sur YouTube
El Pescador ou El pescador alegre (« le pêcheur heureux », en espagnol) est une chanson cumbia traditionnelle folklorique colombienne de 1963, de l'auteur-compositeur-interprète-poète colombien José Barros,,, une des plus célèbres de son important répertoire,.

## Histoire

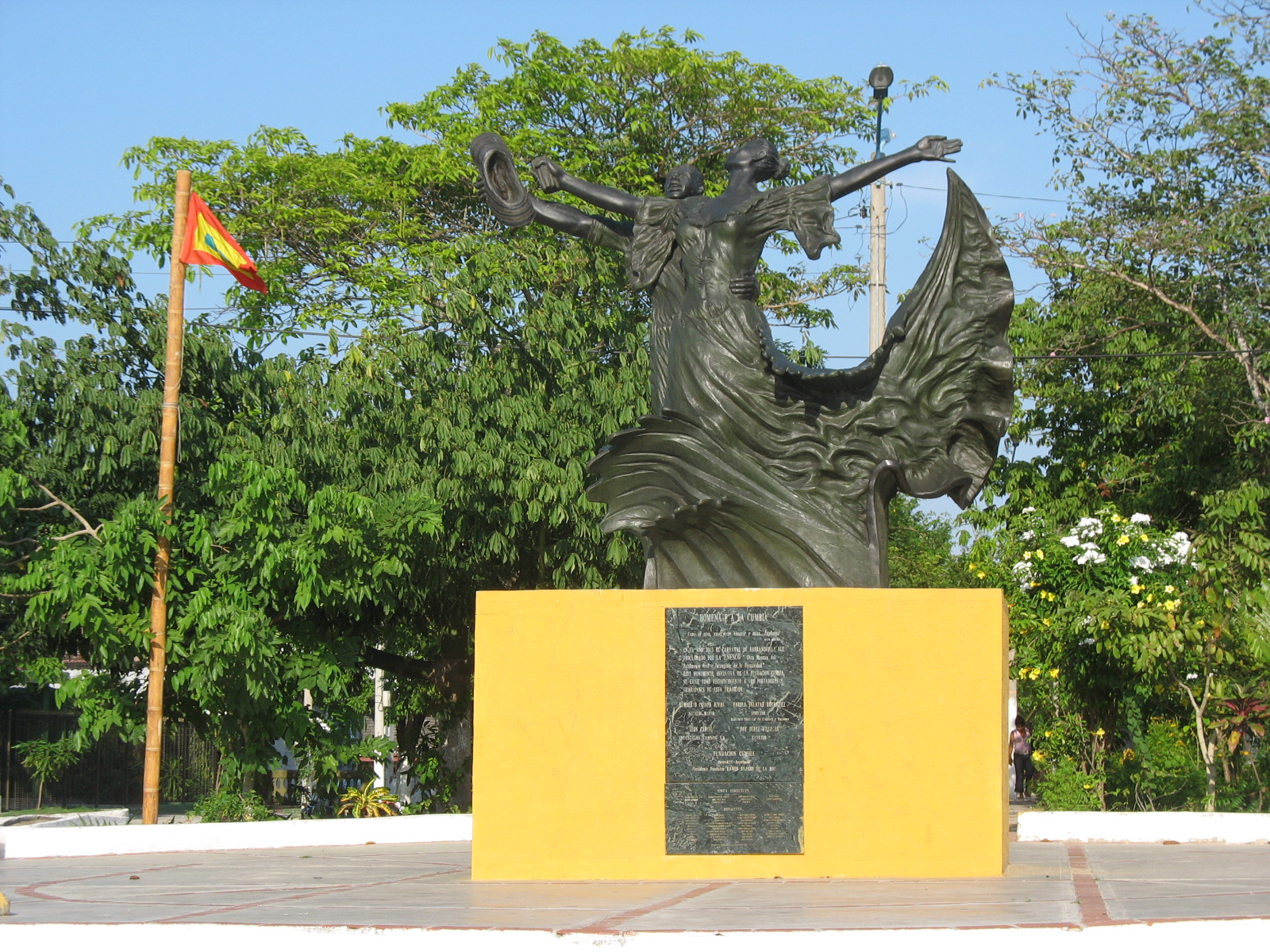
Monument à la cumbia de Barranquilla en Colombie.

José Barros (1915-2007) (important auteur-compositeur-interprète de plus de 700 chansons colombiennes sur l'amour, la vie, les paysages, les colombiens...) écrit et compose cette cumbia traditionnelle colombienne-caribéenne, joyeuse et festive, sur le thème « des pêcheurs traditionnels colombiens » accompagnée par des tambours et des maracas « El pescador, habla con la luna, el pescador habla con la playa, el pescador no tiene fortuna, sólo su atarraya, il va suivant le courant, avec un filet, et une barque, pour arriver sur la plage, le pêcheur parle à la plage, le pêcheur parle avec la lune, il n'a pas de fortune, seulement son filet... »

## Reprises et adaptations
Cette cumbia traditionnelle tropicale est interprétée, reprise, ou adaptée par de nombreux interprètes latinos-américains, dont Los Wawancó (es) (single, et album Cumbias, 1963), ou Totó la Momposina (album La Candela Viva de 1993)... 